# Болераз
Болераз (словац. Boleráz) — село, громада округу Трнава, Трнавський край. Кадастрова площа громади — 25.46 км².
Населення 2438 осіб (станом на 31 грудня 2020 року).

## Історія
Болераз згадується 1240 року.

## Населення
| Рік:            | 1994. | 2004.   | 2014.   | 2024.   |
| --------------- | ----- | ------- | ------- | ------- |
| Кількість осіб: | 1988  | 2062    | 2262    | 2395    |
| Різниця:        |       | +3,72 % | +9,69 % | +5,87 % |

| Рік:            | 2023. | 2024. |
| --------------- | ----- | ----- |
| Кількість осіб: | 2395  | 2395  |
| Різниця:        |       | +0 %  |